# Desmacella suberea
Desmacella suberea är en svampdjursart som först beskrevs av Schmidt 1870.  Desmacella suberea ingår i släktet Desmacella och familjen Desmacellidae. Inga underarter finns listade i Catalogue of Life.